# Proletarische Revolution

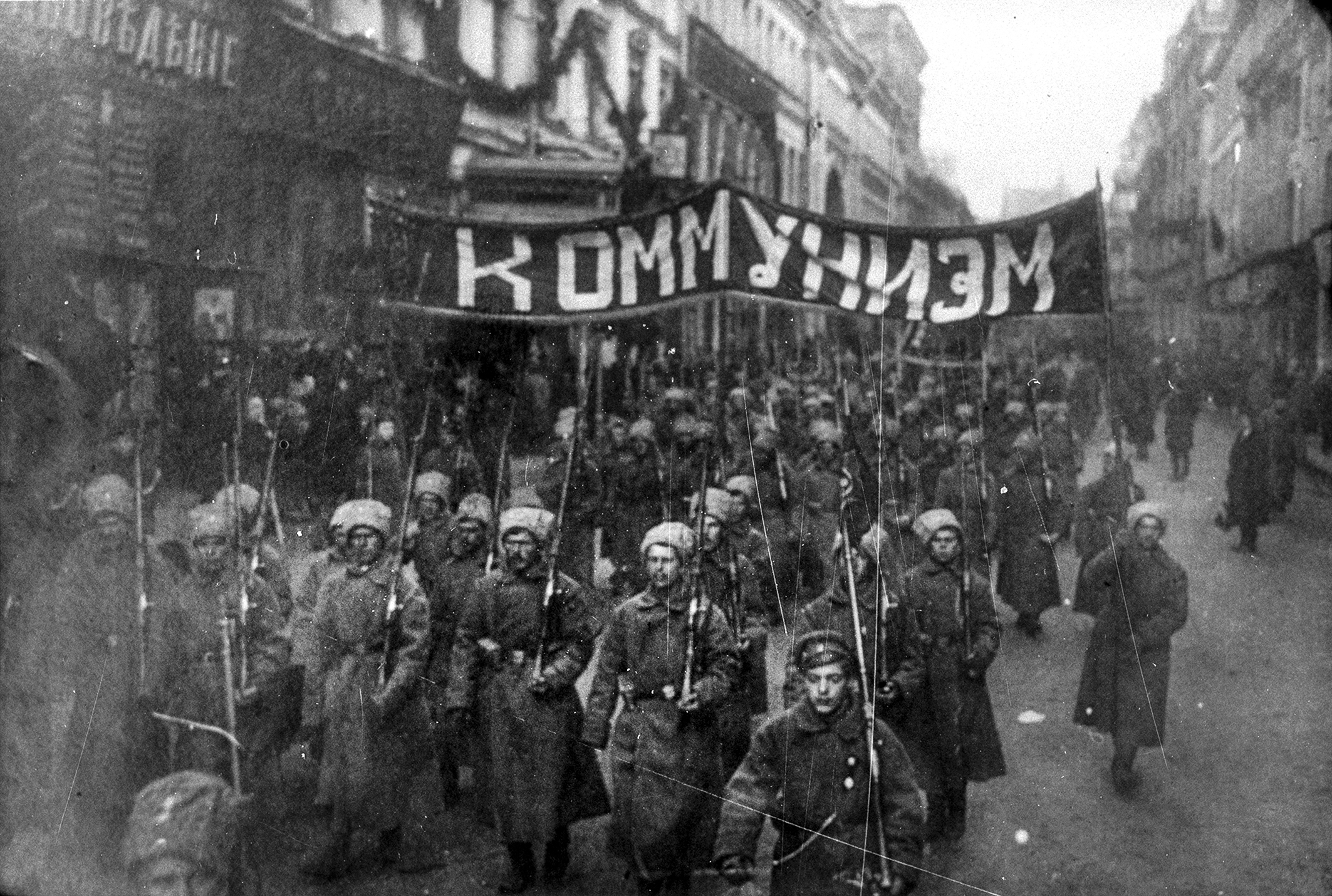
Russische Soldaten bei einer Demonstration in Moskau Anfang November 1917, das Banner hat die Aufschrift „Kommunismus“

Die proletarische Revolution ist ein vom kommunistischen Revolutionär und ehemaligen Parteivorsitzenden der SDAPR (später KPdSU), Wladimir Iljitsch Lenin, geprägter Revolutionsbegriff, welcher im Gegensatz zu der bürgerlichen Revolution (zum Beispiel der Deutschen Revolution 1848/1849) eingesetzt wird und eine Revolution auf Basis des wissenschaftlichen Sozialismus zu beschreiben. Generell wird er von Kommunisten, Sozialisten und Anarchisten verwendet.

## Proletarische Revolutionen

### Oktoberrevolution
Nach der gescheiterten Revolution in Russland 1905 und Verbannung diverser avantgardistischer Politiker der SDAPR hatte diese dennoch das Ziel einer proletarischen Revolution im zaristischen Russland. Trotz ihres Scheiterns hatte jene zur Folge, dass in den Randgebieten des Imperiums, wie etwa das Königreich Polen ein eigenes Nationalgefühl aufkam, was das zaristische Reich schwächte. Durch eine folgende fehlende Urbanisierung und Industrialisierung des Zarenreiches schwand die Zustimmung gegenüber Zar Nikolaus II. in der Bevölkerung zunehmend. In Folge des Ersten Weltkriegs und damit verbundenen Hungersnöten kippte diese Zustimmung in Ablehnung, was die Februarrevolution als Sturz des Kaisers und Etablierung eines bürgerlichen Staates sowie ein halbes Jahr später die Oktoberrevolution bedingte. Diese stritt, angeführt von den Bolschewiki bzw. insbesondere Wladimir Lenin für einen Sowjetstaat, welcher 1921, nach Sieg im Russischen Bürgerkrieg, etabliert wurde.

### Novemberrevolution
Die Novemberrevolution von 1918/19 führte in der Endphase des Ersten Weltkrieges zum Sturz der Monarchie im Deutschen Reich und zu dessen Umwandlung in eine parlamentarische Demokratie, die Weimarer Republik. Sie wurde durch den Spartakusaufstand dominiert, der von den kommunistischen Revolutionären Karl Liebknecht und Rosa Luxemburg geführt, Führungsmitgliedern der Kommunistischen Partei Deutschlands geführt wurde.
Sie führte am 9. November 1918 in Berlin zur Ausrufung der Republik und zur Machtübernahme der Mehrheitssozialisten unter Friedrich Ebert. Wenig später folgten die Abdankungen Kaiser Wilhelms II. und aller anderen Bundesfürsten.
Der Rat der Volksbeauftragten, die provisorische Revolutionsregierung, schrieb Wahlen zu einer verfassunggebenden Nationalversammlung aus, die am 19. Januar 1919 stattfanden und für die erstmals auch das Frauenwahlrecht galt. Die in Weimar tagende Nationalversammlung verabschiedete am 11. August 1919 die neue, demokratische Reichsverfassung, mit der die Revolution formell ihren Abschluss fand.
Über die Parlamentarisierung hinausgehende, von rätedemokratischen Vorstellungen geleitete Ziele des linken Flügels der Revolutionäre scheiterten unter anderem am Widerstand der SPD-Führung. Aus Furcht vor einem Bürgerkrieg wollte sie in Zusammenarbeit mit den bürgerlichen Parteien die alten kaiserlichen Eliten nicht vollständig entmachten, sondern sie mit den neuen demokratischen Verhältnissen versöhnen. Dazu ging sie ein Bündnis mit der Obersten Heeresleitung (OHL) ein und ließ im Januar 1919 den sogenannten Spartakusaufstand gewaltsam niederschlagen, unter anderem mit Hilfe irregulärer, rechtsgerichteter Freikorpstruppen. In gleicher Weise ging die provisorische Regierung gegen weitere rätedemokratische Versuche vor, etwa gegen die Münchner Räterepublik.
Bei den Kämpfen in Berlin und München kamen zwischen November 1918 und Mai 1919 mindestens 2400 Menschen ums Leben.